# Napoli Comicon
El COMICON Napoli - International Pop Culture Festival, también conocido como Napoli Comicon, es un evento de historieta y cultura pop organizado por COMICON, que se celebra anualmente en Nápoles desde 1998. Es considerado el segundo en importancia del medio en Italia por detrás del Lucca Comics & Games y el primero en el Sur del país. Además del mundo de los cómics, el festival también está dedicado a otros medios de entretenimiento como cine, animación, videojuegos, juegos (de tablero, de rol, de cartas coleccionables, rol en vivo), cosplay, música, etc.

## Características

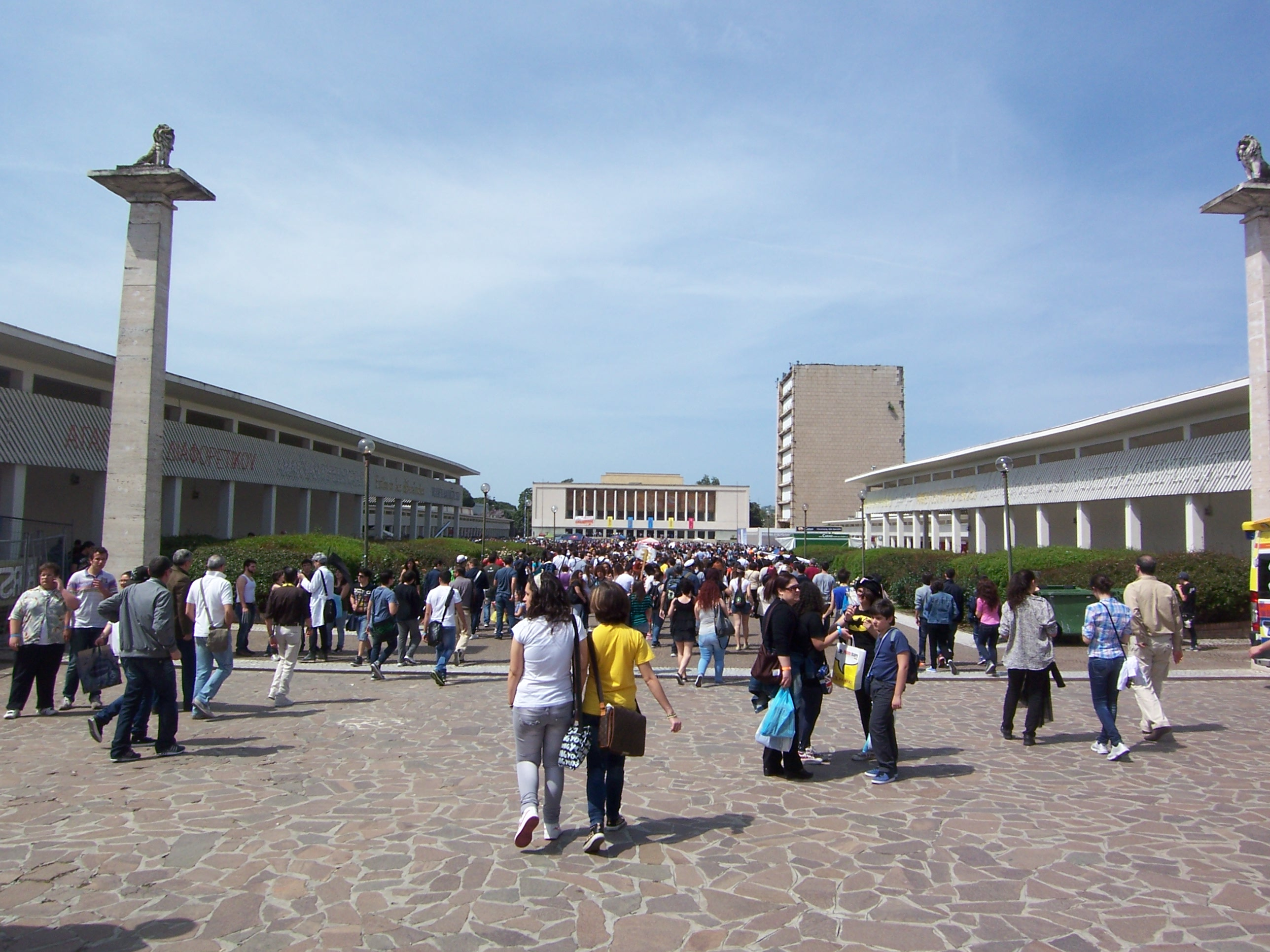
Napoli Comicon 2013.

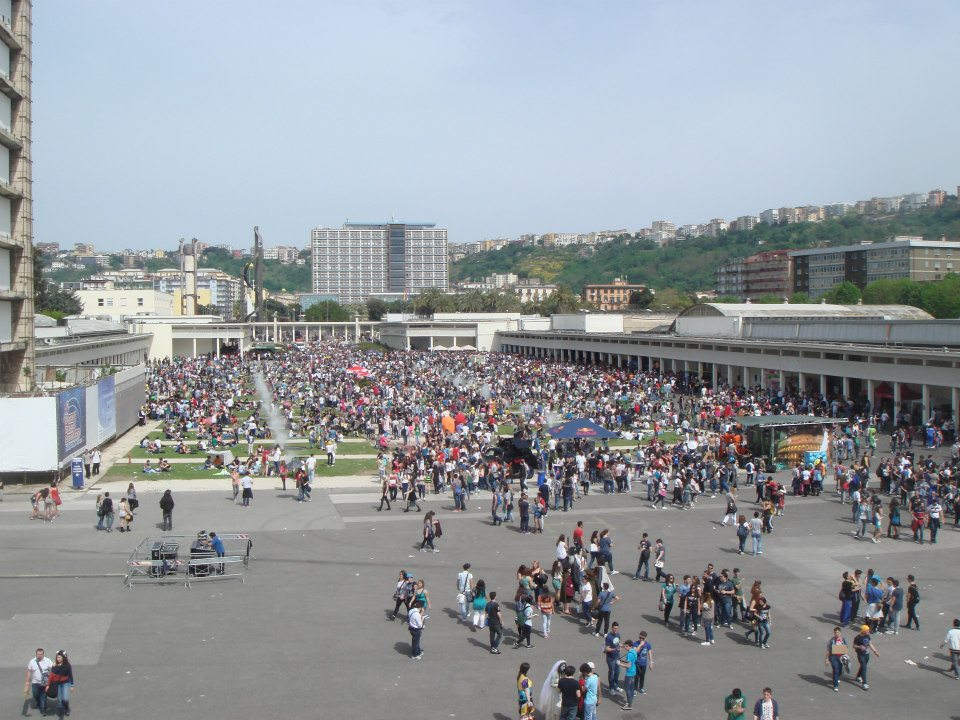
Otra foto de la edición de 2013.

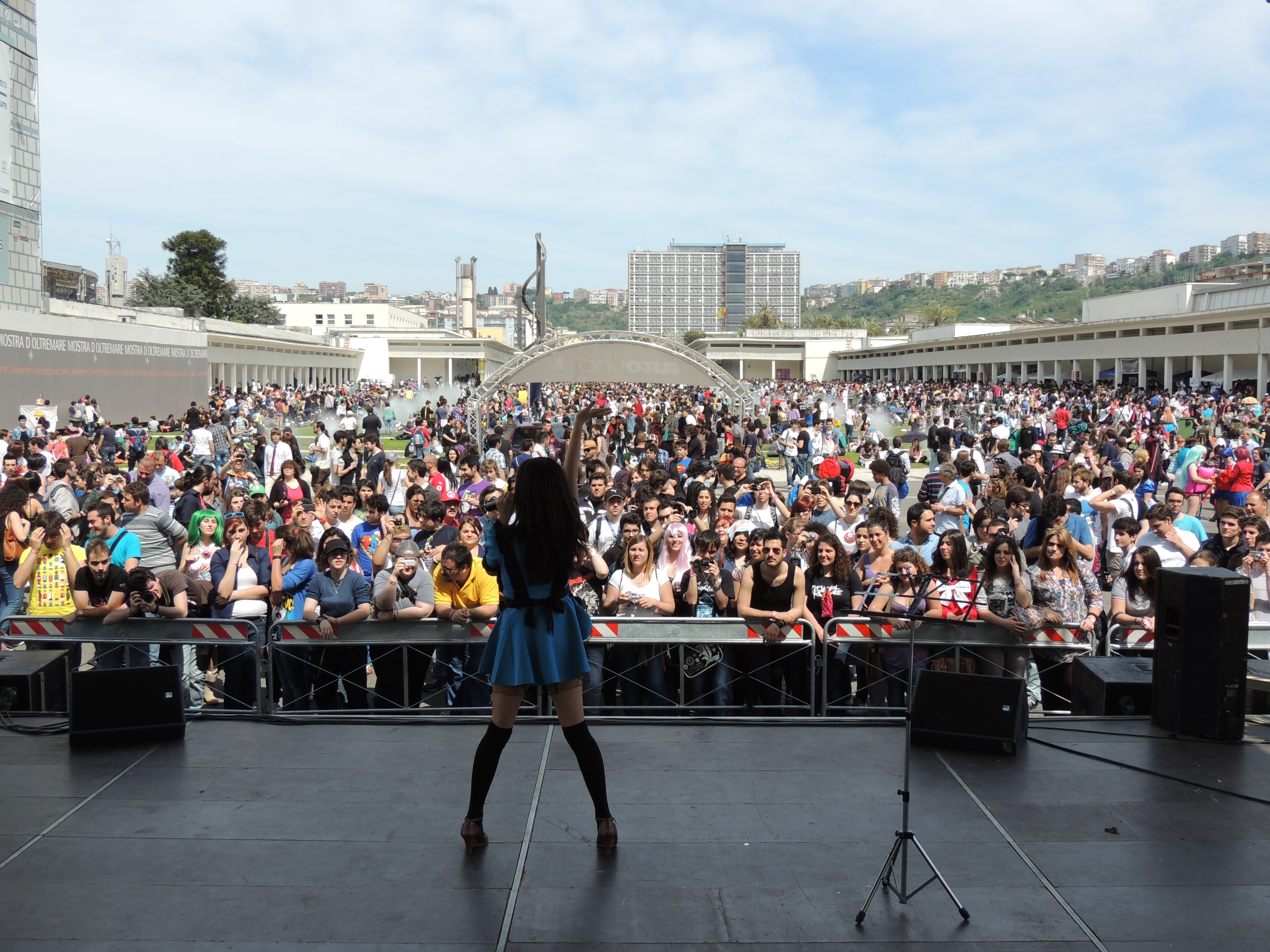
Eriko, cantante de K-ble Jungle, en concierto durante el Comicon 2012.

El COMICON Napoli se celebra en primavera, durante cuatro días, en el amplio recinto ferial Mostra d'Oltremare, en el barrio de Fuorigrotta. Las primeras ediciones, hasta 2011, tuvieron lugar en el Castel Sant'Elmo (salvo la edición 2008, cuya sede fue la Villa Pignatelli). Posteriormente, el Salón fue trasladado definitivamente a la Mostra d'Oltremare, debido al notable aumento de asistencia (que en la edición de 2025 alcanzó la cifra récord de 183 mil visitantes).
El Salón alberga proyecciones, conferencias, exposiciones de antigüedades y arte, stands de editoriales, juegos y videojuegos, expositores, tiendas y conciertos. En las distintas ediciones, acudieron como invitados numerosos artistas nacionales e internacionales de la industria, como Milo Manara, Frank Miller, Sergio Toppi, David Lloyd (que presentó el estreno nacional de V de Vendetta en la edición de 2006) y Gō Nagai. Además del evento principal, también hay exposiciones que pueden visitarse los días anteriores o posteriores a éste, así como otros eventos y exposiciones (incluidos en el denominado programa "COMIC(ON)OFF") en lugares situados fuera del recinto del evento principal (por ejemplo, institutos culturales, museos, tiendas, galerías, etc.).
Desde 2011, en la cercana Salerno se celebra un spin-off del evento, que desde 2015 se ha convertido en un evento único dedicado a un tema específico.
Del 23 al 25 de junio de 2023, también se celebró una segunda edición del COMICON en la ciudad de Bérgamo, que junto con Brescia fue elegida como Capital Italiana de la Cultura 2023.

## Premios

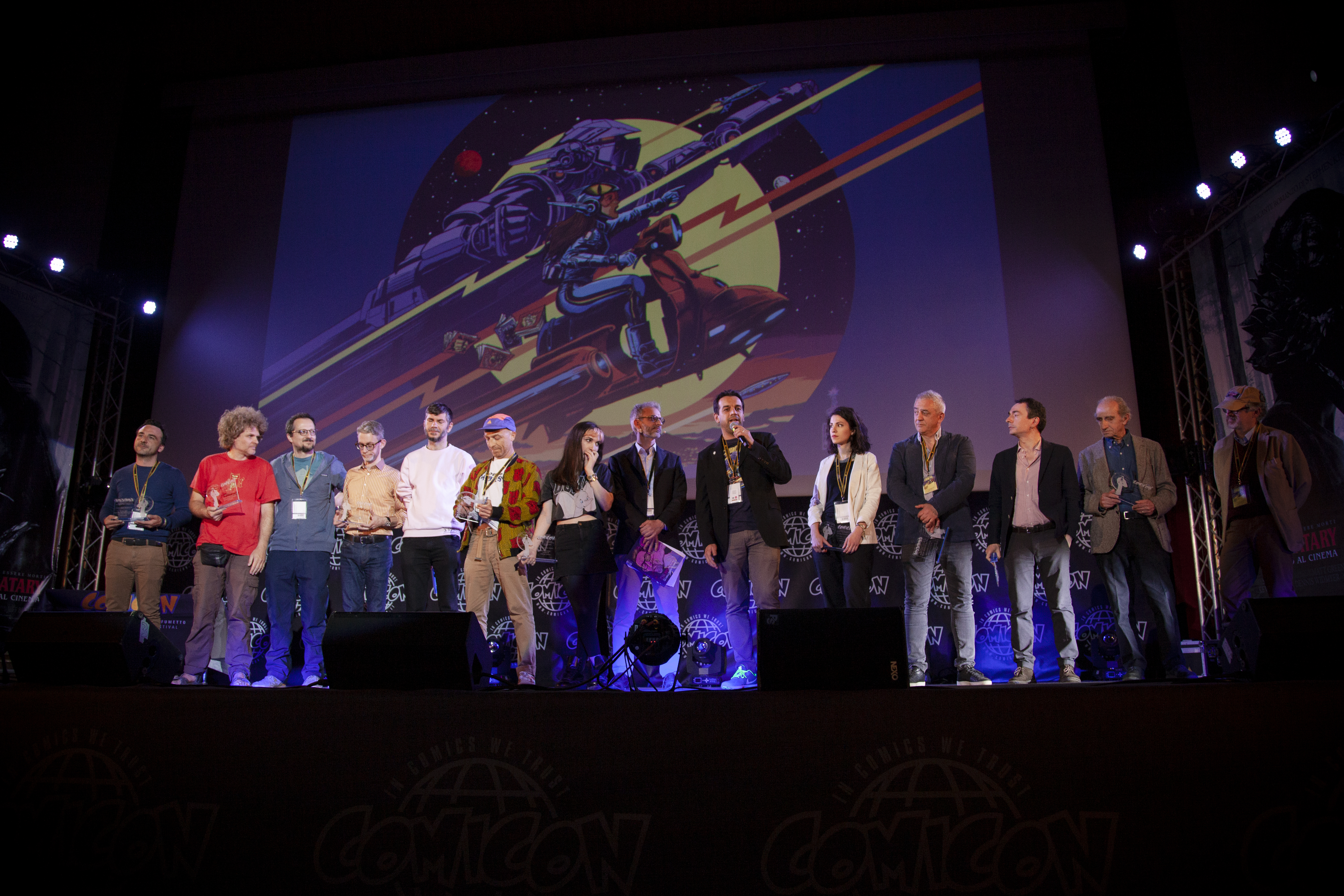
Los ganadores de los Premios Attilio Micheluzzi en 2019.

Durante el festival se entrega el Premio COMICON y el Premio Attilio Micheluzzi, dedicado al historietista Attilio Micheluzzi, en distintas categorías. A partir de 2005, el último día del Salón también se celebra el COMICON Cosplay Challenge. Otro concurso del COMICON es Imago, centrado en la historieta y el diseño gráfico.

## Ediciones
- Primera edición (2-3-4 de octubre de 1998), celebrada en Castel Sant'Elmo
- Segunda edición (5-6-7 de mayo de 2000), celebrada en Villa Pignatelli[14]
- Tercera edición (15‑16‑17 de junio de 2001), celebrada en Castel Sant'Elmo - Países invitados: España y América Latina
- Cuarta edición (8‑9‑10 de marzo de 2002), celebrada en Castel Sant'Elmo - País invitado: Italia
- Quinta edición (7‑8‑9 de marzo de 2003), celebrada en Castel Sant'Elmo - Países invitados: Estados Unidos y Canadá
- Sexta edición (5‑6‑7 de marzo de 2004), celebrada en Castel Sant'Elmo - Países invitados: Francia y Bélgica
- Séptima edición (4‑5‑6 de marzo de 2005), celebrada en Castel Sant'Elmo - Países invitados: Corea del Sur y Japón
- Octava edición (3‑4‑5 de marzo de 2006), celebrada en Castel Sant'Elmo - Países invitados: Reino Unido y Alemania
- Novena edición (27‑28‑29 de abril de 2007), celebrada en Castel Sant'Elmo - Color: Ciano/Azul
- Décima edición (24‑27 de abril de 2008), celebrada en Castel Sant'Elmo - Color: Magenta/Rojo - Entradas vendidas: 27 000[15]
- Undécima edición (24‑26 de abril de 2009), celebrada en Castel Sant'Elmo - Color: Amarillo[16] - Entradas vendidas: 26 000[17]
- Duodécima edición (30 de abril ‑ 2 de mayo de 2010), celebrada en Castel Sant'Elmo y en la Mostra d'Oltremare - Color: Negro - Entradas vendidas: 32 000[18]
- Decimotercera edición (29 de abril ‑ 1 de mayo de 2011) - Tema: Cómic y Música - Entradas vendidas: 35 000[19]
- Decimocuarta edición (28 de abril ‑ 1 de mayo de 2012), celebrada en Mostra d'Oltremare[20] - Tema: Cómic y Literatura - Entradas vendidas: 50 000[21]
- Decimoquinta edición (25 de abril ‑ 28 de abril de 2013) - Tema: Cómic y Arquitectura - Entradas vendidas: 60 000[22]
- Decimosexta edición (1 de mayo ‑ 4 de mayo de 2014) - Tema: Cómic y Cine - Entradas vendidas: 60 000[23]
- Decimoséptima edición (30 de abril ‑ 3 de mayo de 2015)[24] - Tema: Cómic y Medios - Entradas vendidas: 100 000 - Visitantes: 160 000
- Decimoctava edición (22 de abril ‑ 25 de abril de 2016)[24] - Tema: Cómic e Imagen Audiovisual
- Decimonovena edición (28 de abril ‑ 1 de mayo de 2017)[24] - Tema: Cómic y el impacto de la web en la cultura
- Vigésima edición (28 de abril ‑ 1 de mayo de 2018) - Tema: 1998‑2018: veinte años de cómic italiano - Entradas vendidas: 150 000[25]
- Vigésimo primera edición (25 de abril ‑ 28 de abril de 2019) - Tema: Un nuevo comienzo - Entradas vendidas: 160 000[26]
- Durante 2020 y 2021, la convención no se celebró debido a la pandemia de COVID-19. En su lugar, se organizaron una serie de eventos virtuales denominados «Comicon Extra».[27]
- Vigésimo segunda edición (22 de abril ‑ 25 de abril de 2022)[28] - Visitantes: 135 000[29]
- Vigésimo tercera edición (28 de abril ‑ 1 de mayo de 2023) - Visitantes: 170 000[30]
- Vigésimo cuarta edición (25 de abril ‑ 28 de abril de 2024) - Visitantes: 175 000[31]
- Vigésimo quinta edición (1 de mayo ‑ 4 de mayo de 2025) - Visitantes: 183 000[32]